# فقط یکی از پسرها
فقط یکی از پسرها (به انگلیسی: Just One of the Guys) فیلمی است محصول سال ۱۹۸۵ و به کارگردانی لیزا گوتلیب است. در این فیلم بازیگرانی همچون جویس هایزر، بیلی جین، کلیتون رونر، ویلیام زابکا، تونی هادسون، لی مک‌کلوسکی، شریلین فن، آری گروس ایفای نقش کرده‌اند.